# Fylkesväg 26
Fylkesväg 26 (norska: Fylkesvei 26) är en primär fylkesväg i Innlandet fylke i Norge som går mellan svenska gränsen vid Lutnes i Trysils kommun och tätorten Tolga i Tolga kommun. Den passerar genom kommunerna Trysil, Engerdal och Tolga.
Vägen är 208,0 kilometer lång och asfalterad. Den passerar bland annat genom orterna Nybergsund, Innbygda, Engerdal, Drevsjø och Sømådalen.
Sträckan mellan Drevsjø och Sømådalen utgör en del av Kopparleden mellan Falun och Røros.

## Anslutningar
Fylkesväg 26 ansluter till:
- Riksväg 62 (vid Lutnes)
- Fylkesväg 208 (vid Rundfloen)
- Riksväg 25 (vid Nybergsund)
- Fylkesväg 215 (vid Jordet)
- Fylkesväg 218 (vid Drevsjø)
- Fylkesväg 217 (vid Isterfossen)
- Fylkesväg 28 (vid Sømådalen)
- Fylkesväg 30 (vid Tolga)